# Liste von Flüssen in Afrika

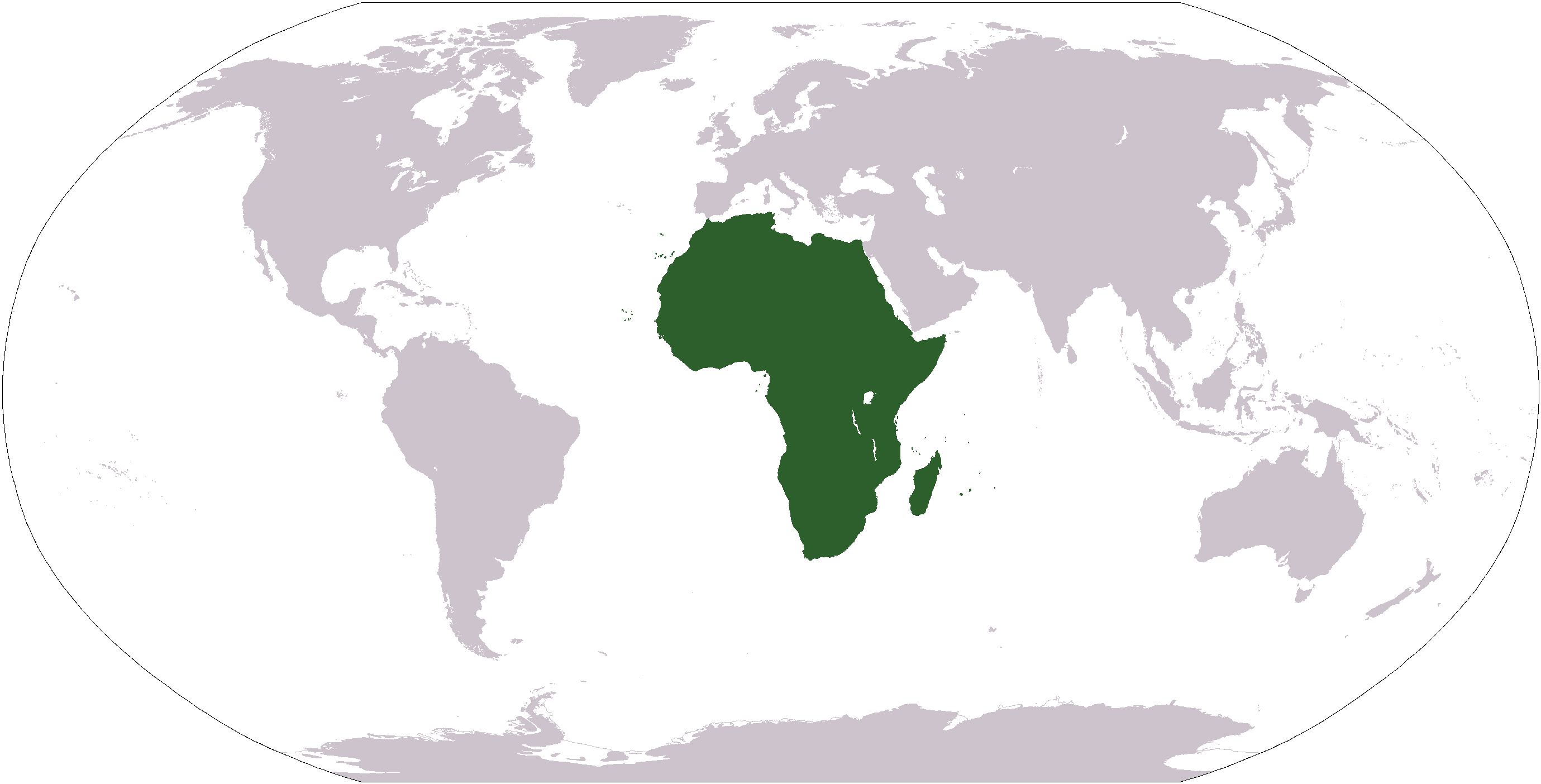
Afrika auf der Weltkarte

Die Liste der afrikanischen Flüsse ist eine nach Staaten sortierte Aufzählung von Flüssen auf dem afrikanischen Kontinent.
Siehe auch Liste der längsten Flüsse der Erde.

## Flüsse inÄgypten
Nil

## Flüsse inAlgerien
Oued Bou Sellam – Cheliff – Wadi Daoura – Wadi Djedi – Oued Djerat – Wadi Draa – Oued Endja – Oued Guir – Wadi Igharghar – Oued Isser (Mittelmeer) – Oued Isser (Tafna) – Macta – Medjerda – Oued Mellègue – Oued Messaoud – Oued Mouillah – Rhumel – Oued Sahel – Oued Saoura – Oued Sebaou – Seybouse – Soummam – Oued Tafna – Oued Zousfana

## Flüsse inKap Verde
Ribeira da Paúl - Ribeira da Torre

## Fluss auf denKomoren
Agogo – Ajaho – Amohoa – Ankongoua – Assomaï – Bakomatsatsi – Bamboujou – Bamikakou – Bandani - Bouboni – Bouédou – Bouéni – Bouni – Chirombigo – Chirontsini – Choungoui – Daji Mroni – Démedza – Dempou – Dzialandzé – Gnavivi – Hajindza – Hamboga – Hamkolo – Hassanga – Haytsori – Isséni – Itsahou – Jomani – Jéjé – Kangani – Kombajou – Lingoni – Mamboué – Msimoukoundrou – Mbérina – Mouavou – Mroni Moantsi Troni – Padzani – Simani – Tatinga – T’Santsa – Tsantsani – Vassi – Vouani

## Flüsse inMauretanien
Gorgol – Karakoro – Kolimbiné – Senegal

## Flüsse aufMauritius
Baie du Cap – Grande Rivière du Sud – Grand Riviére Noire – Grand River South East – River Citrons – River des Creoles – River des Galets – River du Poste – River La Chaux – River Tamarin – Rivière du Poste du Flacq – Rivière du Rempart

## Fluss inSão Tomé und Príncipe
Rio Abade – Rio Bomba – Rio Manuel Jorge

## Flüsse auf denSeychellen
Rivière Anglaise – Anse Kerian River – Rivière Brillant – Rivière Button – Rivière Cascade – Rivière Du Cap – Rivière Francois – Rivière Grand Bassin – Rivière Grand Police – Rivière Hengem – Rivière Hodoul – Rivière L’Islette – Rivière Machabée – Rivière Maior – Rivière Mare aux Cochons – Rivière Moncon – Rivière Moustaché – Rivière Nageoin – Rivière Plaisance – Pointe Conan River – Rivière Providence Ovest – Rivière du Riz – Rivière Rochon – La Mare Soupape – Rivière Théodore Gutle 

## Flüsse inSt. Helena, Ascension und Tristan da Cunha
Big Gulch – Sophora Glen – The Glen – Gony Dale – Wild Glen – Deep Glen – Camp Glen – Worsley Dale – Comer Dale – Morris Creek – Nullah

## Flüsse inTunesien
Medjerda – Oued Mellègue – Oued Merguellil – Oued Miliane – Oued Serrat – Oued Siliana – Oued Tessa – Zeroud

## Flüsse inUganda
Achwa – Agago – Albert-Nil – Ishasha (Fluss) – Kafu – Kagera-Nil – Katonga – Kazinga-Kanal – Kyoga-Nil – Lugogo (Fluss) – Muvumba (Fluss) – Muzizi – Nkusi – Okere – Okok – Ora – Pager – Ruizi – Rutshuru (Fluss) – Semliki – Turkwel – Viktoria-Nil

## Flüsse inWestsahara
Saguia el Hamra

## Überseegebiete

### Flüsse in französischen Überseegebieten in Afrika (MayotteundRéunion)
Bras d’Amales - Bras de Caverne - Bras Sec - Langevin - Rivière du Mât - Ravine Blanche - Ravine de l’Ermitage - Ravine Saint-Gilles - Rivière de l’Est - Rivière des Galets - Rivière des Roches - Sainte-Suzanne

### Flüsse im spanischenPlaza de soberanía(Ceuta, Melilla) und auf denKanarischen Inseln
Río de Oro - Arroyo de las Bombas